# 浮島徹士
浮島 徹士（うきしま てつし、1968年8月11日 - ）は、静岡県出身の元プロ野球選手（内野手）。右投左打。

## 来歴・人物
静岡学園高から神奈川大学短期大学部に進学し、神奈川大学野球連盟に加盟している神奈川大学硬式野球部でプレー。2年次の1988年の秋季リーグでは、打率.420をマークし首位打者、ベストナイン三塁手を獲得した。
短大卒業後、ロッテオリオンズに球団職員扱いとして籍を置き、1989年オフにドラフト外で入団した。
一軍公式戦への出場が無いまま、1993年限りで現役を引退した。
1994年に出版された小林至の著書「ボクの落第野球人生」 によると、1993年5月まではイースタンリーグのベストテン入りするほどの打撃だったが、夏場に入って右肘を故障したという。スローイングもままならない状態にもかかわらず、首脳陣からは「代わりがいないから出ろ」と言われ、シーズン終了後の黒潮リーグまで試合に出続けたため悪化。秋季練習に入ってからトレーナーから報告を受けた首脳陣から「手術するように」と指示を受けたにもかかわらず、数日後に球団フロントから「二軍選手の手術代（11万円）を球団が負担した例はないから」という理由から解雇通告を受けたとのことである。後日、浮島は選手会に訴え出たが、選手会という組織は正式な労働組合ではないからか、結局「協約違反にはならないから…」と言葉をにごし、有耶無耶にしたという。

## 詳細情報

### 年度別打撃成績
- 一軍公式戦出場なし

### 背番号
- 61 （1990年 - 1993年）